# San Luis de Apalache
La Misión San Luis de Apalache (también conocida como San Luis Talimali, San Luis Xinayca o San Luis Nixaxipa) fue una misión franciscana española construida en 1633 en el noroeste de la Florida, a aproximadamente cuatro kilómetros del actual edificio del Capitolio de Florida en Tallahassee. Estaba ubicada en el asentamiento de Anhaica (también conocida como Apalache Anhayca o Inihayca), capital de la provincia de Apalache. La misión fue parte del esfuerzo español para colonizar la región, y convertir a los habitantes timucuanos y apalaches al cristianismo. La misión duró hasta 1704, cuando fue evacuada y destruida para prevenir su uso por parte de una milicia de indígenas creek y carolinos del sur que avanzaba sobre ella.
El sitio en donde estuvo la misión fue añadido al Registro Nacional de Lugares Históricos de Estados Unidos el 15 de octubre de 1966.

## Historia
La provincia de Apalache fue uno de los cacicazgos o provincias más poderosas en Florida y los apalaches eran el pueblo nativo más avanzado de la región, superando a los timucuas, potanos, tocobagas y calusas. Los apalaches eran parte de la cultura misisipiana de constructores de promontorios y tenían sistemas religiosos y administrativos bien establecidos.

## Primer contacto
En 1528, Pánfilo de Narváez es el primer europeo del que se tiene conocimiento de haberse asentado en tierras apalaches al sur de Anhaica cerca del actual St. Marks. En 1539, Hernando de Soto pasó el invierno en Anhaica (actual Tallahassee) y celebró la primera Navidad en América del Norte. En 1607, algunos indígenas apalaches solicitaron frailes y los primeros los visitaron en 1608. En 1612 los apalaches enviaron una solicitud formal a los españoles para que estableciesen una misión en el lugar, pero estos la rechazaron. En 1625 los apalaches comenzaron a enviar suministros de comida a San Agustín, el principal centro de control sobre el comercio y la defensa de La Florida. Los españoles, sin embargo, necesitaban la densamente poblada y extremadamente fértil provincia de Apalache para que les proveyera mano de obra y suministros a San Agustín.
En 1633, Pedro Muñoz y Francisco Martínez lanzaron una misión en la provincia de Apalache. 

## Dominio español
Entre 1645 y 1651, algunos soldados vivieron en la Hacienda Asilo en la frontera este de la provincia de Apalache. Los soldados y el vicegobernador se retiraron a finales de 1651 y no regresaron sino hasta mediados de 1654, bajo un nuevo gobernador.
En 1656, las autoridades españolas decidieron establecer su capital occidental en una de las colinas más altas de la región por temas estratégicos. San Luis fue descrita por las autoridades españoles como extremadamente extenso y completamente indefenso. Los habitantes del antiguo San Luis se mudaron al lugar actual a solicitud de los españoles. La guarnición se expandió a 12 hombres y el cacique de San Luis prometió construir un fortín de tamaño considerable para ellos. Bajo presión de otros apalaches, el cacique de San Luis dijo que 6 soldados serían suficientes. Aunque el gobernador planeaba una expansión de la guarnición y el edificio a un fuerte regular, la oposición apalache al proyecto lo retrasó durante casi una generación. El fortín en San Luis fue descrito en 1675 como "una casa de campo fortificada". Entre 1656 y 1680, el tamaño de la guarnición fluctuó entre 12, 19 y 25 hombres.
Los apalaches eran excelentes agricultores y proveían gran parte de la comida de San Luis, además de excedentes para exportación a San Agustín y La Habana.
En 1675, Claudio Luis de Florencia, el primer vicegobernador, llegó al lugar. Luis de Florencia vivió con su familia extendida en el viejo San Luis. No se sabe nada sobre la naturaleza de su residencia. Para 1675 más de 1.400 de españoles y apalaches vivían bajo la jurisdicción de San Luis. Había muy pocas mujeres españolas, lo que creó una situación en la que los soldados españoles se casaban frecuentemente con mujeres indígenas. Mientras que la población de las demás misiones apalaches disminuyó considerablemente con el paso de los años, la población de San Luis aumentó.

## Construcciones
Los edificios en San Luis incluían las áreas residenciales españolas y apalaches, la iglesia franciscana y el fuerte español, al igual que la Casa del Consejo apalache, que era una las estructuras indígenas históricas más grandes del sureste de los Estados Unidos que en su momento podía albergar entre 2.000 y 3.000 personas.
A principios de los años 1680, el fortín fue demolido y reemplazado por barracas temporales. La guarnición luego fue expandida a 40 hombres, y en ocasiones más para expediciones especiales.
En 1688, San Marcos de Apalache en la actual S. Marcos también fue construido con madera cortada en San Luis, pero se lo dejó pudrirse cuando los trabajadores especializados fueron transferidos para construir un fuerte de Apalachicola en 1689. Este fuerte contaba con 20 soldados y 20 guerreros apalaches.
Entre 1695 y 1697, se construyó un nuevo fortín en San Luis. A mediados de abril de 1696, el gobernador reportó que ya se había completado con la excepción de un tercio del techo. La obra entonces fue suspendida debido al inicio de la plantación de primavera.
En 1698, los apalaches de San Luis se vieron seriamente alienados cuando los españoles se apropiaron de algunas de sus casas y tierras; los españoles también tomaron madera que era para las reparaciones de la iglesia y obligaron a los indígenas a construir casas para ellos.
En octubre de 1702, se intentó convertir el fortín en un fuerte luego de la derrota de una fuerza hispano-apalache en el río Flint. El fuerte habría tenido una empalizada y parapetos, al igual que un foso seco. Aparentemente fue completado en 1703 pese al impacto de una fuerte epidemia. Para finales de julio de 1704, tras una serie de devastadores asaltos por parte de atacantes ingleses y creek, la disminuida guarnición española destruyó el fuerte y se replegó a San Agustín.
A principios de 1996, Renker Eich Parks Architects de St. Petersburg, Florida, junto con Herchel Sheperd, FAIA, se hicieron cargo de diseñar la reconstrucción de muchos edificios en la misión, utilizando evidencia arqueológica e histórica para deducir la arquitectura de los edificios y como habían sido construidos originalmente. Los edificios que desde entonces han sido reconstruidos incluyen a la iglesia, el convento, la casa del consejo, el fortín y una típica casa española de la época al igual que otros aspectos menores en los alrededores.